# Diversité génétique
Pour les articles homonymes, voir Diversité.

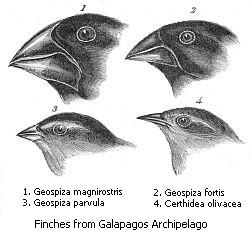
Dans la seconde édition de son la publiée en 1845, Darwin décrit l'extrême diversité des becs des pinsons des Galápagos, reliée au régime alimentaire de ces oiseaux, et émet l'hypothèse qu'il s'agit de différentes variétés d'une même espèce de pinsons, une espèce souche venue du continent.

La diversité génétique désigne le degré de variétés des gènes au sein d'une même espèce, correspondant au nombre total de caractéristiques génétiques dans la constitution génétique de l'espèce (voire de la sous-espèce). Elle décrit le niveau de la diversité intraspécifique. Elle se distingue de la variabilité génétique, qui mesure la variation des caractéristiques génétiques d'un individu, d'une population, d'une métapopulation, d'une espèce ou d'un groupe d'espèces.
C'est un des aspects majeurs de la biodiversité, sur la planète, comme au sein des écosystèmes et des populations.
Une étude menée en 2007 par la National Science Foundation américaine a révélé que la diversité génétique et la biodiversité sont fortement interdépendantes et que la diversité au sein d'une espèce est nécessaire pour maintenir la diversité des espèces, et vice-versa. Autrement dit : la richesse génétique des espèces n'est pas nécessairement la plus élevée dans les milieux abritant le plus grand nombre d'espèces. Le Dr Richard Lankau, l'un des auteurs de l'étude estime que « Si un seul type est retiré du système, le cycle peut briser, et la communauté devient dominée par une seule espèce ». L'appauvrissement de la diversité génétique - tout comme la perte d'espèces, conduit à une perte générale de diversité biologique et à une plus grande vulnérabilité (moindre résilience écologique) des écosystèmes.
Des études européennes des plantes d'altitude (> 1 500 m) des massifs alpins et des Carpates a confirmé que les milieux de grande richesse génétique des espèces ne sont pas toujours ceux où l'on décompte le plus d'espèces, ce qui devrait être mieux pris en compte dans les stratégies de protection de la biodiversité.
Mesurer le degré d'interdépendance entre la diversité génétique et la diversité biologique est délicat notamment chez les plantes ou chez certains microorganismes ou animaux primitifs capables de naturellement se cloner, mais ce travail commence à être fait, par exemple au sein d'espèces prairiales.
La diversité génétique est celle des espèces sauvages, mais aussi celle des espèces cultivées (végétaux, champignons, levures) ou élevées (animaux) par les humains, et elle est également en forte régression, question qui préoccupe de nombreux prospectivistes et chercheurs,.

## Corpus théoriques
L'étude de la diversité génétique s'inscrit dans le champ académique de l'écologie et plus particulièrement de la génétique des populations, lequel comprend plusieurs hypothèses et théories concernant la diversité génétique et l'importance des mutations ponctuelles du génome individuel, dont (de manière simplificatrice) :
- la théorie neutraliste de l'évolution, émise par Motoo Kimura, à partir de la fin des années 1960, postule que le niveau de l'évolution moléculaire explique l'évolution, par des successions de mutations retenues notamment produites par une dérive aléatoire, proposant que la diversité spécifique soit en grande partie le résultat de l'accumulation de substitutions « neutres » ne changeant pas l'adaptabilité de l'organisme à son milieu de vie ;
- la sélection négative ; elle passe par l’élimination des allèles délétères ou défavorables (désadaptation) aux individus qui les portent (via la mortalité à la naissance, prénatale, ou post-natale, et via une prédation accrue...) ;
- la sélection par la diversification; elle postule notamment que deux sous-populations d'une espèce vivant dans des environnements différents peuvent développer différents allèles à un locus particulier. Cela peut se produire, par exemple, si une espèce a une large gamme par rapport à la mobilité des individus en son sein ;
- la sélection fréquence-dépendante[8] (Frequency-dependent selection) est le terme donné à un processus évolutif où l'aptitude d'un phénotype à persister dans le temps dépend de sa fréquence par rapport à d'autres phénotypes dans une population donnée. On parle de sélection fréquence-dépendante positive quand l'avantage sélectif est liée à une fréquence accrue et de sélection fréquence-dépendante négative quand l'avantage sélectif dépend de la rareté de l'allèle (du phénotype) au sein d'une population. Ce type d'interactions joue un rôle important dans les équilibres prédateurs-proies, le parasitisme, certaines symbioses ou la concurrence inter-individus ou entre les génotypes au sein des espèces (généralement compétitifs ou plus symbiotiques). Ce type de sélection conduit à des équilibres complexes, polymorphes qui résultent d'interactions entre les génotypes au sein d'une même espèce, de la même manière qu'au sein de systèmes multi-espèces où les équilibres nécessitent des interactions entre espèces en compétition (par exemple, où les paramètres des équations de la compétition dites Équations de Lotka-Volterra sont non nuls) ou en symbioses ;
- la sélection disruptive ;
- le cas particulier des espèces invasives ; à la suite de l'introduction (volontaire ou accidentelle) hors de leur milieu d'origine dans un habitat qui leur convient, elles peuvent rapidement se développer, sans prédateurs ou compétiteurs adaptés à leurs stratégies de colonisation du milieu ;
- etc.

### Remise en question du «tout ADN»
Les résultats récents montrent que la transcription de l'ADN par l'ARN polymérase n’est pas fidèle, ce qui constitue un nouveau « niveau » de diversité génétique. À titre d’exemple, une étude sur les lymphocyte B estime le taux d'erreur à plus d'une par transcrit.

### Diversité phénotypique
C'est une diversité génétique qui se traduit aussi par une variété de phénotypes ; comme des couleurs de la peau humaine, très variées chez les humains.

### Le taux de diversification
C'est un paramètre essentiel des études macroécologique et macroévolutive à moyen et long terme. Il varie au sein des clades et selon les régions, pour des raisons souvent encore mal comprises.
Dans le domaine de la biologie évolutive, DL Rabosky a en 2009 attiré l'attention sur le risques de biais d'interprétation de la part de ceux qui postulent que la diversité augmenterait sans limite dans le temps, comme le font souvent les études de phylogénétique moléculaire. La diversité des clades est souvent régulée par des limites écologiques (facteurs écologiques), notamment chez les taxons supérieurs rappelle Rabosky ; la diversité spécifique (richesse en espèces) peut donc être indépendante de l'âge du clade. On ne peut donc déduire de l'âge du clade une vitesse à laquelle la diversification se ferait. Selon lui, on peut estimer la diversification totale subie par un clade mais non le taux de diversification lui-même. La bonne compréhension et évaluation des limites écologiques a une grande importance pour diverses questions écologiques et de biologie évolutive qui s'appuient aujourd’hui sur des inférences sur la spéciation et les taux d'extinction à partir de données phylogénétiques.

## Utilité
La diversité génétique est l'un des moyens pour les populations d'organismes vivants de s'adapter à des environnements changeants. Avec plus de variations, la probabilité que certains individus au sein d'une population possèdent des variations d'allèles plus adaptées à l'environnement augmente. Ces individus sont plus susceptibles de survivre et produire une progéniture porteuse de cet allèle favorisant, que ce soit dans des systèmes symbiotiques, ou en évoluant de manière parallèle dans des niches écologiques différentes ou identiques (en concurrence dans ce dernier cas) ou dans des systèmes de type prédateur-proie. La variation génétique s'exprime par les fréquences relatives de ces différents allèles.
C'est un des indicateurs génétiques utilisés par les biologistes et les écologues, mais qui ne doit pas être utilisé seul. En matière de biologie des populations, la « qualité génétique » importe autant que la variabilité et la diversité génétiques.

## Mesure de la diversité génétique
Plusieurs façons de mesurer la diversité génétique existante.

### Facteurs augmentant la diversité génétique
Cette variabilité génétique est fixée par les facteurs de l'évolution :
1. les phénomènes de recombinaison génétique ;
2. les mutations génétiques ;
3. une sélection naturelle diversifiante, due à des conditions de vie variées (comme la sélection artificielle du chou commun, ou à celle du chien) ;
4. et pour la génétique des populations la migration et la dérive génétique due à l'effectif de la population.

### En génétique des populations
Cette diversité est d'autant plus grande que :
- Le nombre d'allèles par gène est grand (c'est le polymorphisme) ;
- Les fréquences de chaque allèle sont proches, c'est-à-dire qu'il n'y a pas d'allèle fortement majoritaire ;
- Les fréquences des individus hétérozygotes et homozygotes sont équilibrées (voir équilibre de Hardy-Weinberg).

## Où se trouve la diversité génétique
Quantitativement parlant, elle est surtout importante dans le monde microbien, et peut être plus encore chez les virus, en termes de complexité. Globalement, les arbres sont ceux qui possèdent les génomes les plus grands. Les animaux ont des génomes moins grands, mais complexes. Certains microbes ou virus (les virus géants par exemple) ont aussi récemment révélé des génomes qui sont - à leur échelle - bien plus grands et plus complexes que ce que l'on pensait possible à la fin du XXe siècle.
Une diversité métagénomique fonctionnelle est aussi à prendre en compte car chez de nombreuses espèces qui ont coévolué depuis longtemps (dont les parasites et leurs hôtes) ou qui sont devenues symbiotes, les génomes de ces espèces et de leurs hôtes interagissent.
En termes d'espèces la diversité terrestre est plus élevée dans la ceinture intertropicale, mais en termes de diversité génétique intraspécifique, une richesse importante existe dans certaines populations monospécifiques anciennes et contraintes par des climats difficiles (ex. : les résineux constituant la taïga).

## Facteurs diminuant la diversité génétique
De nombreux facteurs peuvent affecter la diversité génétique d'une métapopulation ou de sous-populations, voire de biocénoses entières. Ce sont des facteurs naturels (ex. : insularisation à la suite de la montée de la mer) ou anthropiques (chasse, piégeage, agriculture et sylviculture trop centrées sur la sélection et le clonage), fragmentation écopaysagère, destruction ou modifications des habitats naturels, etc.
Certains auteurs invitent à mieux tenir compte de ces facteurs dans les modalités de gestion ou de contrôle de certaines espèces jugées « nuisibles » ou parfois gênantes pour certaines activités humaines
Certaines causes d'effondrement de la diversité génétique d'une espèce ou d'un groupe peuvent être anciennes (goulot d'étranglement génétique) ou au contraire très contemporaines. De tels phénomènes ont été identifiées et étudiés chez diverses espèces animales, y compris du point de vue des causes (et conséquences parfois) socioéconomiques et de rentabilité de court terme,. L'agriculture, la sélection animale et la sylviculture contemporaine sont de nouvelles sources d'appauvrissement de la diversité génétique, qui pourrait s'aggraver avec la diffusion du clonage (tel que pratiqué depuis longtemps en populiculture).
1. La dérive génétique amplifiée par une diminution de la taille d'une population (goulots d’étranglement des populations) ;
2. L'endogamie est un autre facteur d'appauvrissement. Elle peut être aggravée par le morcellement des habitats naturels et la fragmentation écologique des paysages (contre laquelle la Trame verte et bleue est proposée en France). Dans le monde agricole, les pratiques d'amélioration végétale, de stimulation hormonale, de croisement avec des espèces exotiques ou d'insémination artificielle ou encore de cryoconservation d'embryons sélectionnés contribuent souvent à diminuer la biodiversité locale et globale (bien qu'utilisée autrement, et avec d'autres objectifs, l'insémination et la cryoconservation pourrait aussi améliorer la conservation génétique de populations ou génomes menacées[16]) ;
3. La sélection naturelle peut parfois elle-même y contribuer au sein d'une espèce, d'une population ou d'un groupe d'espèces quand des changements de conditions environnementales éliminent des groupes important de génotypes ou d'allèles moins adaptés à cet environnement, au profit alors (s'il n'y a pas extinction d'espèce) de nouvelles possibilités de radiations évolutives.

## Mesures de préservation ou restauration de la diversité génétique
C'est l'une des conditions du maintien de la biodiversité et des services écosystémiques fournis par les écosystèmes et pour cette raison l'un des grands enjeux environnementaux mondiaux retenus par le sommet de la Terre de Rio en juin 1992.
C'est aussi un des principaux objectifs de la Convention mondiale sur la biodiversité ratifiée par la plupart des États sous l'égide du PNUE et de l'ONU. Cependant, en près de 30 ans, les efforts des États, des ONG et des citoyens n'ont pas permis de stopper ni peut-être de freiner l'érosion de la biodiversité (sauvage et domestique). Cette érosion semble en effet avoir été accélérée par une augmentation démographique continue, corrélative à une augmentation des besoins en ressources naturelles et à des pratiques agroindustrielles qui se sont encore intensifiées.
Le lobby des semenciers et certains États ou regroupement d'États s'opposent à la libre circulation des semences et des animaux reproducteurs, en défendant le brevetage du vivant, la possibilités de le modifier par transgenèse ou l'obligation de production standardisée, alors que des associations de jardiniers et de petits exploitants agricoles défendent l'idée d'une « génétique de pair à pair » voire d'une « sélection participative » qui pourrait éventuellement se développer dans un esprit de sciences citoyennes